# Hoya peekelii
Hoya peekelii är en oleanderväxtart som beskrevs av Markgraf. Hoya peekelii ingår i släktet Hoya och familjen oleanderväxter. Inga underarter finns listade i Catalogue of Life.